# Mario Ferrari-Brunnenfeld
Mario Ferrari-Brunnenfeld (* 23. Mai 1932 in Klagenfurt; † 28. Juli 2001 ebenda) war ein österreichischer Politiker (FPÖ, später FDP Österreich).

## Leben
Ferrari-Brunnenfeld folgte seinem Vater in den Beruf des Arztes. Während seines Studiums wurde er 1952 Mitglied der Burschenschaft Stiria Graz. Nach Studium in Graz und einer Stelle in Feldbach kehrte er Ende der Sechzigerjahre in seine Kärntner Heimat zurück, wo sein jüngerer Bruder, der Jurist Gero Ferrari-Brunnenfeld, bereits in der Gemeindepolitik aktiv war. Sein erstes politisches Amt trat er 1973 an, als er in den Klagenfurter Gemeinderat gewählt wurde. Ab 1975 war er Kärntner Landtagsabgeordneter und Landesrat, bis er von Jörg Haider 1983 als Gesundheitsstaatssekretär in die Bundesregierung weggelobt wurde. Dieses Amt übte er bis Jänner 1987 aus. Wegen eines Konfliktes mit Jörg Haider verließ er die FPÖ 1989 und war später einer der Mitbegründer der FDP (später Die Demokraten).

## Regierungen und Landtage, denen Ferrari-Brunnenfeld angehörte
- 23. Kärntner Landtag
- 24. Kärntner Landtag
- Landesregierung Leopold Wagner II
- Landesregierung Leopold Wagner III
- Bundesregierung Sinowatz
- Bundesregierung Vranitzky I

## Belege
- Former politician Mario Ferrari-Brunnenfeld has died. Wiener Zeitung, 6. August 2001, abgerufen am 9. April 2013 (Aktualisiert am 14. April 2005).

1. ↑  Ehemaliger Stadtrat Dr. Gero Ferrari-Brunnenfeld feierte 75. Geburtstag - September - 2009 - StadtPresse-Aussendungen - Medien Presse - Im Rathaus - Klagenfurt am Wörthersee. In: klagenfurt.at. Archiviert vom Original (nicht mehr online verfügbar) am 4. März 2016; abgerufen am 8. November 2015.
2. ↑  Aus der Kurve des Lebens getragen. Die Presse, 12. Oktober 2008, abgerufen am 9. April 2012.
3. ↑  Biografie von Dr. Mario Ferrari-Brunnenfeld. Österreichischer Nationalrat, abgerufen am 9. April 2013.

| Personendaten    | Personendaten                                |
| ---------------- | -------------------------------------------- |
| NAME             | Ferrari-Brunnenfeld, Mario                   |
| KURZBESCHREIBUNG | österreichischer Politiker (FPÖ, später FDP) |
| GEBURTSDATUM     | 23. Mai 1932                                 |
| GEBURTSORT       | Klagenfurt am Wörthersee                     |
| STERBEDATUM      | 28. Juli 2001                                |
| STERBEORT        | Klagenfurt am Wörthersee                     |